# Walter Brune

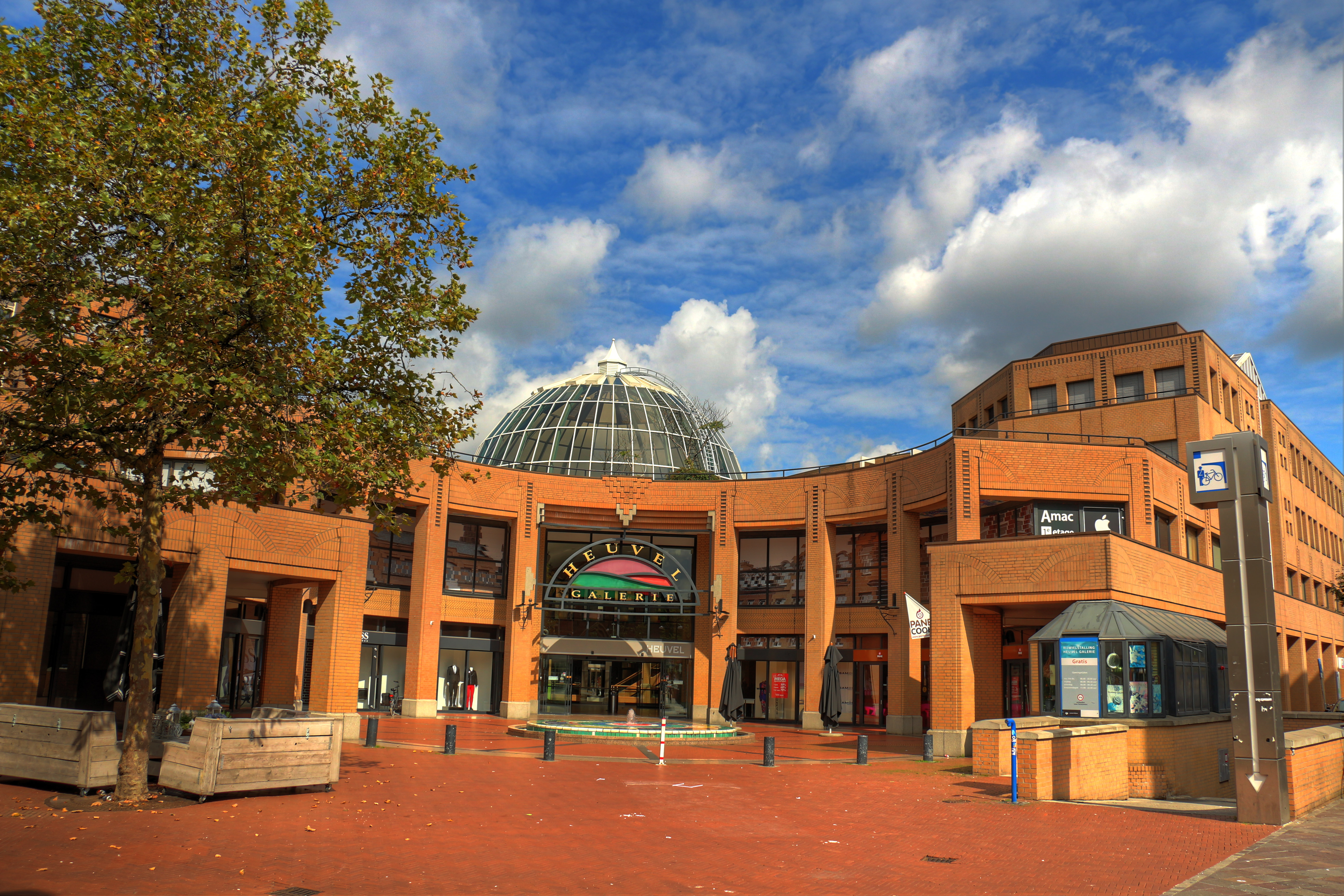
Heuvel-Galerie in Eindhoven (2013)

Walter Helmut Brune (Bremen, 14 februari 1926 - 5 november 2021) was een Duitse architect, planoloog en vastgoedondernemer. Hij speelde een belangrijke rol bij de ontwikkeling van de retail-architectuur in Duitsland.

## Biografie
Brune stamde uit een architectenfamilie. Zijn vader en opa waren eveneens architect. Hij groeide op in een gezin met acht kinderen en was tijdens de Tweede Wereldoorlog oorlog soldaat aan het Oostfront.
Brune studeerde in 1947 af als ingenieur. Hij deed vervolgens drie jaar praktijkervaring op bij Gustav August Munzer, waarna hij zich als zelfstandig architect vestigde. Zijn eerste werkterrein was de zware industrie. Begin jaren 1950 tekende hij voor de steenkolenmijn 'Prosper-Haniel' meerdere elektriciteitscentrales, mijnschachttorens en dergelijke. Eind jaren 1950 begon hij te werken voor het warenhuisconcern Karstadt. Hiervoor ontwierp hij twintig jaar lang warenhuizen. In de door hem ontworpen winkels steeg de omzet soms tot DM 10.000 per vierkante meter, terwijl de helft gebruikelijk was.
Een hoogtepunt was ontwerp en ontwikkeling van het hoofdkantoor van Karstadt in Essen. Talrijke bouwwerken voor de handel, industrie en kantoren stammen ook uit deze tijd.
Twee decennia lang, tussen 1950 en 1970, ontwikkelde hij naast grote projecten, voor kopstukken uit de handel en de industrie, zoals voor Helmut Horten, Wolf en Bauknecht landhuizen in bungalowstijl. Over deze huizen werd vanwege hun unieke karakter wereldwijd in architectuurtijdschriften gepubliceerd.
Brune had een van de productiefste architectenbureaus uit zijn tijd in het toenmalige West-Duitsland met nevenvestigingen in New York, Teheran, Kabul en Nederland. Samen met de Amerikaanse architect Marcel Breuer kreeg hij opdrachten van de Wereldbank voor omvangrijke ontwikkelingsprojecten. Voor de sjah van Perzië ontwierp hij Namak Abroud, een nieuwe stad aan de Kaspische Zee.

### Ondernemer
Het geld dat Brune verdiende, investeerde hij in gronden, die hij in de jaren 1960 ontwikkelde als nevenactiviteit naast zijn architectenbureau. Zo ontstond een omvangrijke vastgoedonderneming met verschillende onderdelen. In de loop der jaren werden delen van deze onderneming verkocht. In de aanloop naar zijn zeventigste verjaardag voerde Brune in 1996 gesprekken met architectenbureau Chapman Taylor, hetgeen leidde tot de overname van zijn architectenbureau in 1997. In eerste instantie ging het bureau door onder de naam Chapman Taylor Brune en later als Chapman Taylor. Het onderdeel Brune Consulting Management GmbH werd in 2008 overgenomen door Jones Lang Lasalle.
De Brune Immobilien Gruppe houdt zich bezig met projectontwikkeling en assetmanagement, vooral in de regio Düsseldorf. De onderneming wordt geleid door zoon Christopher Brune.

### Detailhandel en binnenstad
Brune ontwierp tussen 1970 en 1973 het RheinRuhrZentrum in Mülheim an der Ruhr, een niet-geïntegreerd winkelcentrum op een verlaten industrieterrein in het stadsdeel Heissen. Later erkende dat dit type bouwwerk, een groot winkelcentrum 'in de weide', de doodsteek voor binnensteden betekende. Sinds het begin van de jaren 1980 was hij als architect, projectontwikkelaar, adviseur en exploitant actief bij in de binnensteden geïntegreerde winkelcentra. Hij ontwikkelde het concept van de stadsgalerie, een aan de binnenstedelijke bouwblokstructuren aangepaste vorm van een multifunctioneel winkelcentrum. Dit werd voor het eerst toegepast in de Kö-Galerie in Düsseldorf. Daarna volgde een opdracht van de stad Eindhoven om de binnenstad te revitaliseren met de Heuvel Galerie. Bestaande bebouwing werd hierbij verbonden met nieuwe architectuur.
Hij zette zich als 'Stadsstrijder' in voor het behoud van levendige binnensteden en publiceerde onder meer in 2006 het boek Angriff auf die City  en in 2009 het boek Centro Oberhausen – Die verschobene Stadtmitte. In 2014 volgde het boek Factory Outlet Center – Ein neuer Angriff auf die City.

## Vermogen
Volgens het Duitse tijdschrift Manager Magazin had Brune in 2013 een vermogen van zo'n 600 miljoen euro, waarmee hij de 200e plaats innam op de lijst van 500 rijkste Duitsers. In 2019 werd het vermogen geschat op 1 miljard euro en nam de 157e plaats in.

## Prijzen en onderscheidingen
- 1966: BDA-Preis van de Bundes Deutscher Architekten voor de bouw van een gietwerkfabriek.
- 1987: ICSC European Shopping Center Award “Shopping-Center of the Year 1986” voor de in 1986 geopende Kö-Galerie.
- 1989: Bundesverdienstkreuz am Bande
- 1991: Bouwforum Leonardo da Vinci voor de Heuvel Galerie in Eindhoven
- 1992 ICSC-commendation for excellence voor de projectontwikkeling van een binnenstadwinkelcentrum.
- 1994: ICSC European Shopping Center Award voor de vernieuwing van het RheinRuhrZentrums.
- 1995: ICSC European Shopping-Center Award voor de Schadow-Arkaden in Düsseldorf.
- 2005: urbanicom Preis voor zijn oeuvre als architect, ontwerper, opdrachtgever, cultureel ambassadeur en mediastrijder voor de steden.

## Werk

### Bouwwerken en ontwerpen (selectie)
- Woonhuis Barbarahof, Düsseldorf, 1951
- Steenkoolmijn Franz Haniel, Bottrop, 1951–1955
- Woonhuis Horten, Düsseldorf, 1956
- Woonhuis Hoseit, Konstanz, 1957-1958
- Woonhuis Kauermann, Düsseldorf, 1957-1959
- Woonhuis in de Weinberg, Elsass, 1958
- Karstadt warenhuis Bremerhaven, 1958
- Karstadt warenhuis, Hamburg-Harburg, 1959-1962
- Karstadt warenhuis, Hamburg-Wandsbeck, 1959-1962
- Woonhaus Stoeckel, Ratingen-Breitscheid, 1959
- Tuingereedschapfabriek Outils-Wolf, Wissembourg, 1959/1960
- Woonhuis dr. Roeckerath, Düsseldorf, 1959–1961
- Jacht- en boswachtershuis, Carp (Eifel), 1960-1961
- Woonhuis dr. Berg, Düsseldorf, 1961
- Woonhuis Teigler, Moers, 1961-1962
- Woonhuis Heimsoth, Bergisch Neukirchen, 1961-1963
- Kantoorgebouw Uhlandstrasse, Düsseldorf, 1963-1964
- Woonhuis Engler, Meerbusch-Osterath, 1963-1965 en 1975
- Karstadt warenhuis, Celle, 1964–1965
- Kantoorgebouw Heinrich Heine-Allee, Düsseldorf, 1965
- Karstadt-Hauptverwaltung, Essen, 1965–1969
- Woonhuis Starke, Essen-Bredeney, 1967-1968
- Woonhuis Leendertz, Krefeld, 1969-1970
- Münsterpark, Düsseldorf, 1970–1975
- Woonhuis Josef Brune, Düsseldorf, 1971-1972
- Rhein-Ruhr-Zentrum, Mühlheim a.d.Ruhr, 1971-193
- Karstadt Warenhuis, Goslar, 1976-1978
- City Center Steele, Essen, 1976-1980
- Wohnpark Mörschenbroich, Düsseldorf, 1976-1981
- Kantorencomplex Bürocenter Nord, 1e fase, Düsseldorf, 1977-1978
- Wooncomplex Am Ostpark, Düsseldorf, 1979-1981
- Wooncomplex Kanzlerstrasse, Düsseldorf, 1980-+981
- Kö-Galerie, Düsseldorf, 1983–1986
- Stadsdeelcentrum Klemensviertel, Düsseldorf, 1984-1986
- Klokkentoren Kaiserswerth, 1986 (samen met Benno Werth)
- Kantorencomplex Bürocenter Nord, fase 2, Düsseldorf, 1987-1991
- Heuvel-Galerie, Eindhoven, 1989–1992
- Schadow-Arkaden, Düsseldorf, 1988–1993
- Königs-Galerie, Kassel, 1992–1995
- Uitbreiding en renovatie Rhein-Ruhr-Zentrum, Mülheim a.d. Ruhr, 1992-1993
- Kantoorgebouw Martin Luther-Platz, Düsseldorf, 1994
- Kö-Karree, Düsseldorf, 1995
- Neumarkt-Galerie, Keulen, 1997-1998
- Stadtgalerie, Langenfeld, 1999-2000
- Herontwerp Opern Passagen, Keulen, 1999-2000
- Uitbreiding Kö-Gallerie, Düsseldorf, 2000-2001
- Post Galerie, Karlsruhe, 2000-2001
- Ontwikkeling kantoorgebouw Prinzenpark, Düsseldorf, oplevering 2001
- Ontwikkeling kantoorgebouw Arcadiapark 1e fase, Düsseldorf, 2002-2004
- Ontwikkeling kantoorgebouw Take-Off, 1e fase, Düsseldorf (Luchthaven), 2006-2007
- Ontwikkeling hotel en wellness Gut Klostermühle, Briesen/Alt Madlitz, oplevering 2008
- Ontwikkeling kantoor- en winkelpand Königsallee 88, Düsseldorf, 2008-2010
- Ontwikkeling kantoorgebouw Triangulum, Ratingen, oplevering 2017
- Ontwikkeling kantoorgebouw Arcadiapark 2e en 3e fase (Arcadia Stern), Düsseldorf, 2018-
- Ontwikkeling kantoorgebouw Arcadia Höfe, Düsseldorf, 2019-

### Boeken
- Die Stadtgalerie. Ein Beitrag zur Wiederbelebung der Innenstädte. Campus-Verlag, Frankfurt am Main / New York 1996, ISBN 3-593-35479-9.
- (met Rolf Junker, Holger Pump-Uhlmann) (Hrsg.): Angriff auf die City. Kritische Texte zur Konzeption, Planung und Wirkung von integrierten und nicht integrierten Shopping-Centern in zentralen Lagen. Droste, Düsseldorf 2006, ISBN 3-7700-1264-X.
- (met Holger Pump-Uhlmann) (Hrsg.): Centro Oberhausen – Die verschobene Stadtmitte: Ein Beispiel verfehlter Stadtplanung Immobilien Zeitung, Wiesbaden 2009, ISBN 978-3-94021-909-1.
- Factory Outlet Center – Ein neuer Angriff auf die City. Immobilien Zeitung, Wiesbaden 2014, ISBN 978-3-940219-24-4.
- STOPPT die VERÖDUNG unserer STÄDTE durch Shopping und Outlet Center vor den Stadtgrenzen: Eine Streitschrift von Walter Brune . Immobilien Zeitung, Wiesbaden 2018